# Ermanno Chiavi
Ermanno Chiavi (* 4. Februar 1956 in Poschiavo, Graubünden) ist ein Schweizer Gitarrenbauer. Er gilt zusammen mit Anders Miolin als Erfinder der 13-saitigen Gitarre. Er ist Träger des Bündner Kulturpreises. Neben seiner Tätigkeit als Gitarrenbauer beteiligte er sich massgeblich an Forschungsprojekten verschiedener Schweizer Hochschulen zur physikalischen Untersuchung von Musikinstrumenten.

## Leben
Ermanno Chiavi erwarb 1977 zunächst das Lehrerpatent in Chur. Von 1985 bis 1989 erlernte er den Beruf des Gitarrenbauers bei Gerold Karl Hannabach und Margarethe Brunswicker. Darüber hinaus erhielt er neben diversen anderen Einflüssen Unterricht bei Jose Romanillos.
Im Jahr 1985 eröffnete er zunächst eine Gitarrenbau-Werkstatt an der Badenerstrasse in Zürich, die er 1992 auf das Zürcher Maag-Areal verlegte. Seit 2010 fertig er verschiedene Saiteninstrumente an der Hermetschloostrasse in Zürich.